# Luci Papiri Cras (cònsol 336 aC)
Luci Papiri Cras (en llatí Lucius Papirius Crassus) va ser un magistrat romà que formava part de la gens Papíria, una família romana d'origen plebeu.
L'any 340 aC era pretor i va ser nomenat dictador per conduir la guerra contra els llatins revoltats, ja que el cònsol Manli estava malalt en aquell moment. Cras va marxar cap a Antium i va acampar a la rodalia de la ciutat però no va fer cap operació militar decisiva durant mesos. L'any 336 aC va ser nomenat cònsol amb Cesó Duïli i va fer la guerra als àusons de Cales. L'any 330 aC va ser cònsol per segona vegada i va fer la guerra contra els habitants de Privernum, que eren comandats per Marc Vitruvi Vac al qual va derrotar sense massa problemes. L'any 325 aC va ser magister equitum del dictador Luci Papiri Cursor. I finalment. l'any 318 aC va ser nomenat censor.